# Coppa delle nazioni africane Under-20 2025
La Coppa delle nazioni africane Under-20 2025 (in francese Coupe d'Afrique des nations de football des moins de 20 ans 2025 e in arabo 2025 كأس أمم إفريقيا تحت 20 سنة) è la 24ª edizione del torneo di calcio riservato ai giocatori con meno di 20 anni di età. Svoltosi in Egitto dal 27 aprile al 18 maggio 2025, il torneo si è concluso con la vittoria del Sudafrica contro il Marocco per 1-0, al suo primo trionfo nella manifestazione.
Oltre alle due finaliste, le due semifinaliste Nigeria ed Egitto si sono qualificate per il campionato mondiale Under-20 2025 in Cile.

## Squadre qualificate
Per la fase finale si sono qualificate tredici squadre.
| Zona            | Squadra            |
| --------------- | ------------------ |
| Zona Nord       | Egitto (Ospitante) |
| Zona Nord       | Marocco            |
| Zona Nord       | Tunisia            |
| Zona Ovest A    | Senegal            |
| Zona Ovest A    | Sierra Leone       |
| Zona Ovest B    | Ghana              |
| Zona Ovest B    | Nigeria            |
| Zona Centro     | RD del Congo       |
| Zona Centro     | Rep. Centrafricana |
| Zona Centro-Est | Kenya              |
| Zona Centro-Est | Tanzania           |
| Zona Sud        | Sudafrica          |
| Zona Sud        | Zambia             |

## Stadi
| Il Cairo Suez Ismailia | Il Cairo                        | Il Cairo                  |
| ---------------------- | ------------------------------- | ------------------------- |
| Il Cairo Suez Ismailia | Stadio internazionale del Cairo | Stadio del 30 giugno      |
| Il Cairo Suez Ismailia | Capienza: 75 000                | Capienza: 30 000          |
| Il Cairo Suez Ismailia |                                 |                           |
| Il Cairo Suez Ismailia | Suez                            | Ismailia                  |
| Il Cairo Suez Ismailia | Stadio di Suez                  | Stadio del Canale di Suez |
| Il Cairo Suez Ismailia | Capienza: 27 000                | Capienza: 22 000          |
| Il Cairo Suez Ismailia |                                 |                           |

## Fase a gironi

### Gruppo A

#### Classifica
Aggiornato al 9 maggio 2025.
| Pos. | Squadra      | Pt | G | V | N | P | GF | GS | DR |
| ---- | ------------ | -- | - | - | - | - | -- | -- | -- |
| 1.   | Sudafrica    | 7  | 4 | 2 | 1 | 1 | 6  | 3  | +3 |
| 2.   | Sierra Leone | 7  | 4 | 2 | 1 | 1 | 6  | 5  | +1 |
| 3.   | Egitto       | 7  | 4 | 2 | 1 | 1 | 3  | 4  | -1 |
| 4.   | Zambia       | 6  | 4 | 1 | 3 | 0 | 2  | 1  | +1 |
| 5.   | Tanzania     | 0  | 4 | 0 | 0 | 4 | 0  | 4  | -4 |

#### Risultati
| Ismailia 27 aprile 2025, ore 18:00 | Zambia  | 0 – 0 | Sierra Leone | Stadio del Canale di Suez\| Arbitro: \| Nabadda \| |
| Arbitro:                           | Nabadda |       |              |                                                    |

| Arbitro: | Gnama |

|              |           |  |
| El Hadad 62’ | Marcatori |  |

| Arbitro: | Benyahia |

|           |           |  |
| April 28’ | Marcatori |  |

| Arbitro: | Nyagrowa |

|                                            |           |              |
| Mom. Kamara 63’, 66’, 90+7’ Bah 75’ (rig.) | Marcatori | 45+6’ Kabaka |

| Arbitro: | Kokora |

|  |           |           |
|  | Marcatori | 37’ Gandi |

| Ismailia 3 maggio 2025, ore 21:00 | Egitto | 0 – 0 | Zambia | Stadio del Canale di Suez\| Arbitro: \| Jammeh \| |
| Arbitro:                          | Jammeh |       |        |                                                   |

| Arbitro: | Gnama |

|                     |           |  |
| Banda 90+11’ (rig.) | Marcatori |  |

| Arbitro: | Mefire |

|                 |           |                                         |
| Mom. Kamara 69’ | Marcatori | 37’ Ahshene 60’ Rapoo 86’, 89’ Mahlangu |

| Arbitro: | Kokora |

|             |           |              |
| Letlhaku 8’ | Marcatori | 12’ B. Phiri |

| Arbitro: | Mefire |

|  |           |           |
|  | Marcatori | 7’ Sharaf |

### Gruppo B

#### Classifica
Aggiornato al 7 maggio 2025.
| Pos. | Squadra | Pt | G | V | N | P | GF | GS | DR |
| ---- | ------- | -- | - | - | - | - | -- | -- | -- |
| 1.   | Marocco | 7  | 3 | 2 | 1 | 0 | 6  | 3  | +3 |
| 2.   | Nigeria | 5  | 3 | 1 | 2 | 0 | 3  | 2  | +1 |
| 3.   | Tunisia | 3  | 3 | 1 | 0 | 2 | 4  | 5  | -1 |
| 4.   | Kenya   | 1  | 3 | 0 | 1 | 2 | 5  | 8  | -3 |

#### Risultati
| Arbitro: | Mefire |

|             |           |  |
| Ibrahim 38’ | Marcatori |  |

| Arbitro: | Makalima |

|                   |           |                                |
| Ouma 16’ Bela 71’ | Marcatori | 45+3’, 55’ Zabiri 78’ Laalaoui |

| Arbitro: | Mensah |

|                                                |           |          |
| Bousnina 45+18’ (rig.) Ben Ali 70’ Derbali 85’ | Marcatori | 38’ Ouma |

| Il Cairo 4 maggio 2025, ore 21:00 | Marocco | 0 – 0 | Nigeria | Stadio del 30 giugno\| Arbitro: \| Nabadda \| |
| Arbitro:                          | Nabadda |       |         |                                               |

| Arbitro: | El Maghribi |

|                              |           |                             |
| Ariehi 13’ Bameyi 73’ (rig.) | Marcatori | 6’ (rig.) Injehu 68’ Gitama |

| Arbitro: | Jammeh |

|            |           |                                             |
| Doubal 53’ | Marcatori | 43’ Arguigue 86’ Bakhty 90+2’ El-Abdellaoui |

### Gruppo C

#### Classifica
Aggiornato al 8 maggio 2025.
| Pos. | Squadra            | Pt | G | V | N | P | GF | GS | DR |
| ---- | ------------------ | -- | - | - | - | - | -- | -- | -- |
| 1.   | Ghana              | 7  | 3 | 2 | 1 | 0 | 3  | 1  | +2 |
| 2.   | Senegal            | 4  | 3 | 1 | 1 | 1 | 3  | 2  | +1 |
| 3.   | RD del Congo       | 4  | 3 | 1 | 1 | 1 | 4  | 4  | 0  |
| 4.   | Rep. Centrafricana | 1  | 3 | 0 | 1 | 2 | 1  | 4  | -3 |

#### Risultati
| Arbitro: | El Maghrabi |

|           |           |                |
| Thiam 49’ | Marcatori | 74’ Pengazonia |

| Arbitro: | Badi |

|                   |           |          |
| Ntanda-Lukisa 16’ | Marcatori | 24’ Aziz |

| Arbitro: | Konan |

|                 |           |                                    |
| Nzabakomada 10’ | Marcatori | 42’, 50’ Makanza 59’ Ntanda-Lukisa |

| Arbitro: | Hambaba |

|            |           |  |
| Mensah 15’ | Marcatori |  |

| Arbitro: | Makalima |

|  |           |           |
|  | Marcatori | 84’ Opoku |

| Arbitro: | Nyagrowa |

|                     |           |  |
| Thiam 11’ Dieng 49’ | Marcatori |  |

### Raffronto delle terze classificate
La classifica delle squadre terze classificate sarà determinata dopo aver eliminato i risultati della squadra quinta classificata nel Gruppo A.
| Pos. | Squadra      | Pt | G | V | N | P | GF | GS | DR |
| ---- | ------------ | -- | - | - | - | - | -- | -- | -- |
| 1.   | RD del Congo | 4  | 3 | 1 | 1 | 1 | 4  | 4  | 0  |
| 2.   | Egitto       | 4  | 3 | 1 | 1 | 1 | 2  | 4  | -2 |
| 3.   | Tunisia      | 3  | 3 | 1 | 0 | 2 | 4  | 5  | -1 |

## Fase a eliminazione diretta
|  | Quarti di finale | Quarti di finale |                |        | Semifinali                | Semifinali                |  |  | Finale         | Finale |
|  |                  |                  |                |        |                           |                           |  |  |                |        |
|  | 12 maggio 2025   |                  |                |        |                           |                           |  |  |                |        |
|  |                  |                  |                |        |                           |                           |  |  |                |        |
|  | Sudafrica        | 1                |                |        |                           |                           |  |  |                |        |
|  | Sudafrica        | 1                | 15 maggio 2025 |        |                           |                           |  |  |                |        |
|  | RD del Congo     | 0                |                |        |                           |                           |  |  |                |        |
|  | RD del Congo     | 0                | Sudafrica      | 1      |                           |                           |  |  |                |        |
|  | 12 maggio 2025   |                  | Sudafrica      | 1      |                           |                           |  |  |                |        |
|  |                  | Nigeria          | 0              |        |                           |                           |  |  |                |        |
|  | Nigeria          | Nigeria          | 0              | 0 (3)  |                           |                           |  |  |                |        |
|  | Nigeria          |                  | 18 maggio 2025 | 0 (3)  |                           |                           |  |  |                |        |
|  | Senegal          | 0 (1)            |                |        |                           |                           |  |  |                |        |
|  | Senegal          | 0 (1)            | Sudafrica      | 1      |                           |                           |  |  |                |        |
|  | 12 maggio 2025   |                  | Sudafrica      | 1      |                           |                           |  |  |                |        |
|  |                  | Marocco          | 0              |        |                           |                           |  |  |                |        |
|  | Marocco          | Marocco          | 0              | 1      |                           |                           |  |  |                |        |
|  | Marocco          | 15 maggio 2025   |                | 1      |                           |                           |  |  |                |        |
|  | Sierra Leone     | 0                |                |        |                           |                           |  |  |                |        |
|  | Sierra Leone     | 0                | Marocco        | 1      | Finale per il terzo posto | Finale per il terzo posto |  |  |                |        |
|  | 12 maggio 2025   |                  | Marocco        | 1      | Finale per il terzo posto | Finale per il terzo posto |  |  |                |        |
|  |                  | Egitto           | 0              |        |                           |                           |  |  |                |        |
|  | Ghana            | Egitto           | 0              | 2 (4)  | Nigeria                   | 1 (4)                     |  |  |                |        |
|  | Ghana            |                  |                | 2 (4)  | Nigeria                   | 1 (4)                     |  |  |                |        |
|  | Egitto           | 2 (5)            |                | Egitto | 1 (1)                     |                           |  |  |                |        |
|  | Egitto           | 2 (5)            |                |        | 1 (1)                     |                           |  |  |                |        |
|  |                  |                  |                |        |                           |                           |  |  | 18 maggio 2025 |        |
|  |                  |                  |                |        |                           |                           |  |  |                |        |

### Quarti di finale
| Arbitro: | Benyahia |

|                       |                      |                            |
| Benjamin Chukwu Ayuma | Tiri di rigore 3 – 1 | Dorival Diouck Faye Konaté |

| Arbitro: | Nabadda |

|                              |                      |                                    |
| Issah 45+5’ Sulemana 90+11’  | Marcatori            | 19’, 27’ Sherif                    |
| Issah Antwi Marfo Opoku Aziz | Tiri di rigore 4 – 5 | Abdin Kabaka Essam Raafat Bostangy |

| Arbitro: | Mefire |

|                   |           |  |
| Keita 116’ (aut.) | Marcatori |  |

| Arbitro: | Jammeh |

|                 |           |  |
| Mahlangu 105+4’ | Marcatori |  |

### Semifinali
| Arbitro: | Benyahia |

|           |           |  |
| Smith 66’ | Marcatori |  |

| Arbitro: | Gnama |

|                   |           |  |
| El-Abdellaoui 78’ | Marcatori |  |

### Finale 3º posto
| Arbitro: | Nabadda |

|                              |                      |                   |
| Amole 78’                    | Marcatori            | 3’ O. O. Hassan   |
| Chukwu Ayuma Arierhi Maigari | Tiri di rigore 4 – 1 | Khedr Kabaka Atef |

### Finale
| Arbitro: | Mefire |

|            |           |  |
| Kekana 70’ | Marcatori |  |

## Statistiche

### Classifica marcatori
1 rete
- Mohamed Abdallah El Hadad

## Premi
- Capocannoniere:  Momoh Kamara (4)
- Miglior giocatore:  Tylon Smith[5]
- Guanto d'oro:  Fletcher Lowe
- Premio Fair-play:  Marocco

### All-Star Team[6]
| Portieri      | Difensori                                                     | Centrocampisti                            | Attaccanti                              |
| ------------- | ------------------------------------------------------------- | ----------------------------------------- | --------------------------------------- |
| Fletcher Lowe | Neo Duncan Rapoo Mohamed Goweily Othmane Maamma Daniel Bameyi | Lazola Maku Hossam Essadak Fouad Zahouani | Hamza Koutoune Momoh Kamara Tylon Smith |

Allenatore:  Raymond Mdaka